# Никодим (Косович)
Митрополит Никоди́м (серб. Митрополит Никодим, в миру Па́вле Ко́сович, серб. Павле Косовић; 15 апреля 1981, Задар, Хорватия, Югославия) — епископ Сербской православной церкви, митрополит Далматинский.

## Епископ
Родился 15 апреля 1981 года в хорватском городе Задаре в семье Предрага Косовича и Ксении (урождённой Гуши), которых он описывал как «простых работников». Вместе с старшей сестрой Даницей воспитывался под влиянием дяди, Ненада Косовича, бенковацкого профессора и переводчика с русского языка.
Начал общее образование в родном Задаре. В 1991 году, в связи с военными действиями, сопровождавшими распад Югославии, перевёлся на обучение в Бенковац, а затем был эвакуирован в село Шульковац в общине Ягодина в Сербии. По собственному признанию: «Мать вскоре заболела, а потом, после того, как год пробыла в больнице, умерла в 1993 году. Отец, сестра и я мы переехали в 1994 году в Ягодину, в одно поселение для беженцев, в котором нам государство выделило один дом. А затем в 1995 году умер и отец». В 1995 году закончил общее образование в Драгоцвете в общине Ягодина.
В 1995 году умер его отец. В том же году по благословению патриарха Сербского Павла поступил в Карловацкую духовную семинарию. Окончил семинарию в 2000 году.
Вскоре по выпуске из семинарии последовал за своим духовным отцом, епископом Далматинским Фотием (Сладоевичем), в епископскую резиденцию в Шибеник. Там проходил искус до 29 апреля 2001 года, когда епископ Фотий постриг его в монашество с именем Никодим в Монастыре Крка. 1 июля 2001 года в Монастыре Крка епископ Фотий рукоположил его в сан иеродиакона, а 29 декабря 2002 года — в сан иеромонаха.
Поступил на Богословский факультет Университета Аристотеля в Салониках в Греции, который окончил в 2009 году. Продолжил обучение в Грегорианском папском университете в Риме, Италия. По собственному признанию: «не я хотел пойти, но меня владыка Фотий понудил меня к тому, что немного странно, так как он совсем и не экуменическое настроен». Прошёл магистратуру в Папском Восточном институте, где в 2012 году получил степень магистра в области канонического права, защитив диссертацию на тему «Залог веры в православном богословии и римо-католическом богословии» и стал докторантом на факультете канонического права того же университета.
Одновременно, в 2012 году назначен настоятелем Монастыря Крка. Ему удалось быстро пополнить братию монастыря и внести значительный вклад в материальное и духовное обновление обители, развивая деятельность с целью возвращения монастырю его ризницы.
21 ноября 2013 года в Монастыре Крка епископом Фотием был возведён в сан архимандрита.
24 мая 2017 года решением очередного Архиерейского собора Сербской православной церкви, был избран епископом Далматинским, в то время как его наставник епископ Фотий был переведён Зворницко-Тузланскую кафедру.
1 октября того же года в кафедральном соборе Успения Пресвятой Богородицы в Шибенике состоялаксь его епископская хиротония, которую совершили: Патриарх Сербский Ириней, митрополит Черногорский и Приморский Амфилохий (Радович), митрополит Загребско-Люблянский Порфирий (Перич), епископ Бачский Ириней (Булович), епископ Враньский Пахомий (Гачич), епископ Шумадийский Иоанн (Младенович), епископ Браничевский Игнатий (Мидич), епископ Зворницкий Фотий (Сладоевич), епископ Милешевский Афанасий (Ракита), епископ Горнокарловацкий Герасим (Попович), епископ Крушевацкий Давид (Перович), епископ Славонский Иоанн (Чулибрк), епископ Бихачский Сергий (Каранович), епископ Брегалницкий Марк (Кимев) и епископ Стобийский Давид (Нинов). По окончании литургии было совершено настолование. На момент хиротонии стал самым молодым епископом Сербской православной церкви, а также первым за 106 лет уроженцем Далмации, который занял эту кафедру.